# Régina (film)
Pour les articles homonymes, voir Régina.
Pour plus de détails, voir Fiche technique et Distribution.
Régina (Beauty's Worth) est un film américain réalisé par Robert G. Vignola et sorti en 1922.

## Synopsis
Prudence Cole, une jeune quaker, a été élevée par ses deux jeunes tantes sévères, Elizabeth et Cynthia Whitney. Elle est autorisée à visiter une voisine et son fils Henry, dans une station balnéaire ultra à la mode, où ses manières précises font d'elle le centre d'une attention amusée. Henry, qu'elle espérait épouser, l'ignore presque. L'artiste et penseur Cheyne Rovein sent la position de la jeune femme et la choisit pour le rôle principal dans des charades élaborées qu'il met en scène, en concevant des costumes et en l'entraînant à la conduite. Cette nuit-là, elle éclipse ses détracteurs, gagne l'admiration des hommes et l'inimitié des femmes, et Henry revient lui faire sa cour. Le lendemain matin, elle le refuse et promet d'épouser Cheyne.

## Fiche technique
- Titre original : Beauty's Worth
- Titre français : Régina
- Réalisation : Robert G. Vignola
- Scénario : Luther Reed d'après une histoire de Sophie Kerr
- Directeur de la photographie : Ira H. Morgan
- Production :  Cosmopolitan Productions
- Durée : 7 bobines
- Date de sortie : 14 mai 1922

## Distribution
- Marion Davies : Prudence Cole
- Forrest Stanley : Cheyne Rovein
- June Elvidge : Amy Tillson
- Truly Shattuck : Mrs. Garrison
- Lydia Yeamans Titus : Jane
- Hallam Cooley : Henry Garrison
- Antrim Short : Tommy
- Thomas Jefferson : Peter
- Martha Mattox : tante Elizabeth Whitney
- Aileen Manning : tante Cynthia Whitney